# Crespano del Grappa
Santa Lucia di Piave là một đô thị (comune) thuộc tỉnh Treviso, vùng Veneto, Ý.
Đô thị này có 7226 người.
Saint Lucia di Piave là một khu định cư La Mã cổ đại (thế kỷ 3). Trong quá trình khai quật khảo cổ của '54 vào năm 2008, người ta đã tìm thấy cơ sở phân bổ cho các nhà máy khiêm tốn và một số ngôi mộ gạch chôn cất. Địa điểm này, mà có lẽ kéo dài đến nhà thờ gần đó, trông giống như cây rơm, mặc dù hơi cao so với phần còn lại của khu vực và bên cạnh những gì dường như là một lòng sông Paleo của một nhánh cổ xưa của Piave, tương ứng với hiện tại qua Foresto, trong đó đảm bảo việc cung cấp nước.